# فينيسيوس كونسيساو دا سيلفا
فينيسيوس كونسيساو دا سيلفا (بالبرتغالية: Vinícius Conceição da Silva‏) هو لاعب كرة قدم برازيلي في مركز الدفاع، ولد في 7 مارس 1977 في بورتو أليغري في البرازيل. لعب مع أتلتيكو مينيرو وأولسان هيونداي وسبورتينغ لشبونة وستاندارد لييج ونادي إنترناسيونال ونادي باهيا ونادي فلومينينسي ونادي كاشياس دو سول ونادي ناوتيكو.

## وصلات خارجية
- فينيسيوس كونسيساو دا سيلفا على موقع دوري كوريا الجنوبية (الإنجليزية)
- فينيسيوس كونسيساو دا سيلفا على موقع قاعدة بيانات كرة القدم.إي يو (الإنجليزية)
- فينيسيوس كونسيساو دا سيلفا على موقع Soccerway.com (الإنجليزية)